# Fracción Galeras
Fracción Galeras är en ort i Mexiko.   Den ligger i kommunen Tapachula och delstaten Chiapas, i den sydöstra delen av landet, 900 km sydost om huvudstaden Mexico City. Fracción Galeras ligger 619 meter över havet och antalet invånare är 534.
Terrängen runt Fracción Galeras är kuperad åt sydväst, men åt nordost är den bergig. Runt Fracción Galeras är det ganska tätbefolkat, med 179 invånare per kvadratkilometer. Närmaste större samhälle är Tapachula, 16,9 km söder om Fracción Galeras. I omgivningarna runt Fracción Galeras växer i huvudsak städsegrön lövskog.